# Leporinus agassizii
Leporinus agassizii é uma espécie de peixe sul-americano de água doce.